# Эверисс, Фред
Фред Э́верисс (англ. Fred Everiss; 27 мая 1882, Уэст-Бромидж, Уэст-Мидлендс — 4 марта 1951) — английский футбольный тренер. Был секретарём и главным тренером футбольного клуба «Вест Бромвич Альбион» с 1902 по 1948 год, впоследствии был директором клуба. Ему принадлежит рекорд по длительности нахождения на посту главного тренера футбольного клуба в Англии (45 лет и 10 месяцев).

## Биография
Эверисс пришёл в «Вест Бромвич Альбион» в сентябре 1896 года, изначально как офисный работник. В 1902 году был назначен тренером-секретарём (аналог современного «менеджера», то есть главного тренера) и находился на этой должности 46 лет. Таким образом, технически он удерживает рекорд по длительности пребывания на посту главного тренера, хотя в основном его должность была административной, а составы на матчи выбирали директора клуба (однако Эверисс имел свой голос при выборе состава). Тем не менее, руководство клуба организовало новую должность «менеджера» команды только после ухода Эверисса в отставку в 1948 году. С 1948 года по 1951 год был директором клуба. Под его руководством «дрозды» выиграли чемпионат в сезоне 1919/20 и Кубок Англии в сезоне 1930/31.
В 1951 году Фред Эверисс умер в возрасте 68 лет.
Сын Фреда Эверисса, Алан, также работал в штабе «Вест Бромвич Альбион» с 1933 года. Он провёл в клубе 66 лет, занимая должности клерка, помощника секретаря, секретаря и директора.

## Достижения
Вест Бромвич Альбион
- Чемпион Англии: 1919/20
- Вице-чемпион Англии: 1924/25
- Обладатель Кубка Англии: 1930/31
- Финалист Кубка Англии: 1911/12, 1934/35
- Чемпион Второго дивизиона: 1901/02, 1910/11
- Вице-чемпион Второго дивизиона: 1930/31
- Обладатель Суперкубка Англии: 1920

## Тренерская статистика
| Клуб                 | Страна | Начало работы  | Завершение работы | Показатели | Показатели | Показатели | Показатели | Показатели |
| Клуб                 | Страна | Начало работы  | Завершение работы | М          | В          | Н          | П          | % побед    |
| -------------------- | ------ | -------------- | ----------------- | ---------- | ---------- | ---------- | ---------- | ---------- |
| Вест Бромвич Альбион | Англия | 1 августа 1902 | 31 мая 1948       | 1520       | 656        | 331        | 533        | 43,16      |